# 石敬亭
石 敬亭（せき けいてい）は中華民国の軍人。最初は北京政府、国民軍、後に国民政府（国民革命軍）に属した。号は筱珊。

## 事跡
車津学堂、東北武備学堂で学ぶ。1911年（宣統3年）に革命派の灤州起義に参加したが、蜂起は失敗に終わった。1912年（民国元年）、馮玉祥率いる綏遠の第16混成旅参謀官に任命され、まもなく参謀長となった。1921年（民国10年）、河南督軍公署少将軍務処処長に就任する。その後、第11師参謀長兼教導団団長に任命された。
1924年（民国13年）、国民軍第1軍整編第4旅旅長に就任した。1925年（民国14年）、第5師師長に昇進した。1926年（民国15年）1月以降、馮下野後の北京から南口にかけての戦いでは、後防総司令をつとめる。8月の綏遠への撤退後は、第5軍軍長兼西北幹部学校校長となった。1927年（民国16年）7月、代理陝西省政府主席兼国民革命軍第2集団軍第6方面軍総指揮に任命された。1928年（民国17年）、第2集団軍総参謀長となり、国民政府軍事委員会委員も務めている。
1929年（民国18年）10月、馮玉祥が蔣介石に内戦を挑むと、石敬亭は国民軍第1路軍総指揮として戦うが敗北した。1935年（民国24年）12月、冀察政務委員会委員に就任した。日中戦争（抗日戦争）中は軍事委員会軍風紀巡察団をつとめる。終盤の1945年（民国34年）にようやく第1戦区副司令長官に任命されたが、ほとんど前線には立てなかった。
中華人民共和国成立直前に台湾に逃れる。以後、総統府国策顧問、中国国民党評議委員などを歴任した。
1969年（民国58年）11月19日、台北市で死去。享年84。